# Kendell Airlines

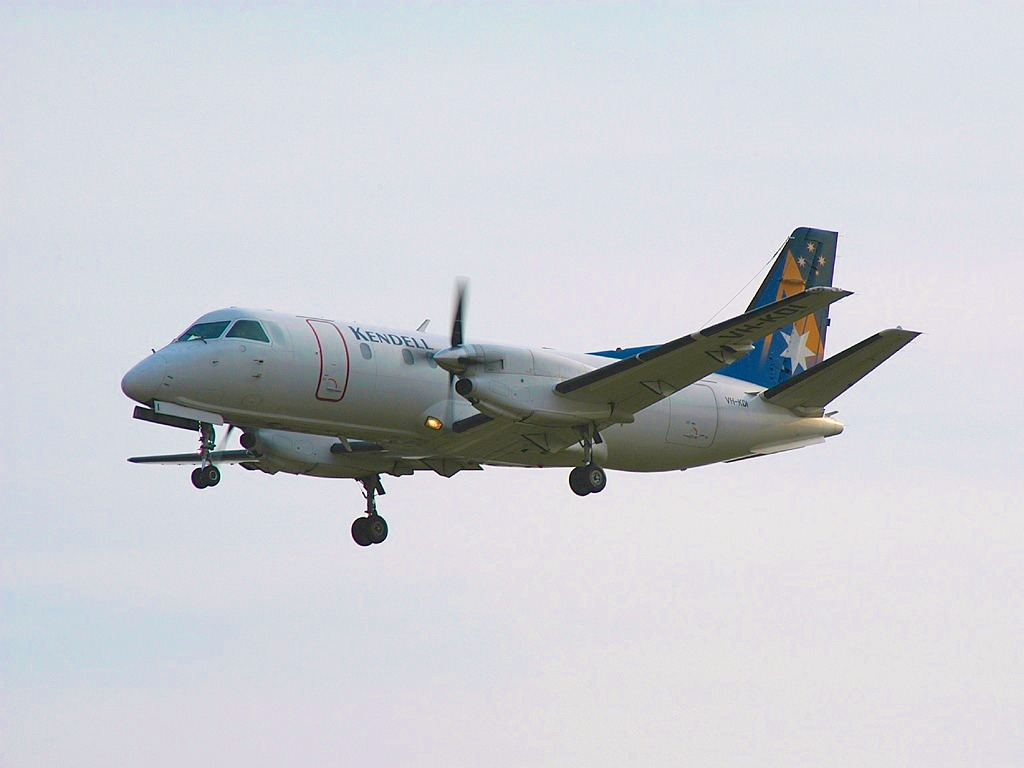
Самолёт Saab 340 в ливрее Kendell Airlines заходит на посадку в аэропорту Сиднея в 2002 году

Kendell Airlines — австралийская авиакомпания. Базировалась в аэропорту Уогга-Уогга в Новом Южном Уэльсе. 
Авиакомпания была одним из крупнейших перевозчиков Австралии, имея в своём парке воздушных судов 23 самолёта, обслуживала более 1 миллиона пассажиров в год. В 2002 году прекратила свою деятельность. После объединения с Hazelton Airlines была образована новая авиакомпания Regional Express Airlines.

## История
В 1967 году Доном Кенделлом была основана небольшая чартерная авиакомпания Premiair Aviation

В 1971 году на самолёте Piper PA-31 Navajo авиакомпания начала выполнять регулярные рейсы по маршруту Уогга-Уогга - Мельбурн с которого ранее ушла Ansett. Одновременно с запуском рейсов произошло переименование авиакомпании в Kendell Airlines.
В 1990 году холдинг Ansett стал 100% владельцем авиакомпании, при этом Дон Кенделл продолжал руководить ею в должности CEO и председателя совета директоров.
В 1991 году Kendell Airlines выиграла звание Региональной авиакомпании года, по версии американского журнала Air Transport World, чего на тот момент не достигала ни одна Австралийская авиакомпания.
В 1996 году авиакомпания заняла маршруты на юге Австралии, которые раньше обслуживала авиакомпания South Australia Airways
В июле 1998 году Дон Кенделл оставил должность CEO.
С 1990 по 1998 год финансовые показатели Kendell Airlines оставались весьма хорошими, особенно на фоне более слабых результатов Ansett Airlines.
Период с 1996 по 2001 стал непростым для австралийской авиации, а особенно для группы Ansett.
14 сентября 2001 года все рейсы авиакомпании были остановлены. А в следующем году компания прекратила существование.
В 2002 году Lim Kim Hai, будущий председатель Regional Express Holdings, купивший в 2001 году 32 % авиакомпаний Hazelton Airlines и Kendell Airlines, объединил их активы для создания новой авиакомпании Regional Express Airlines.

### Галерея

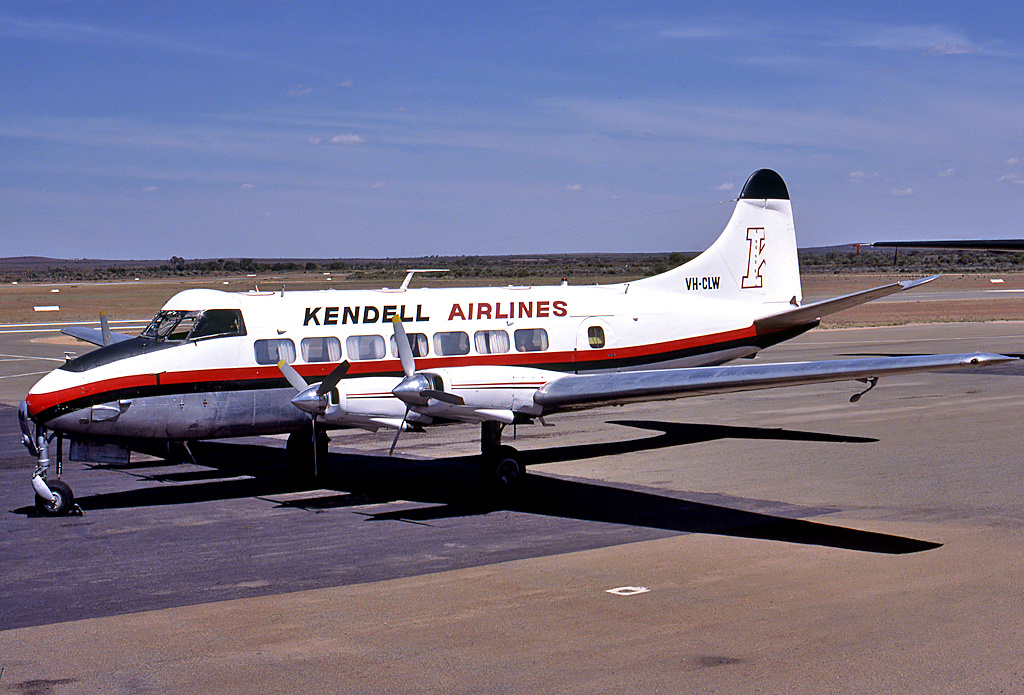
De Havilland (Riley) DH-114 Turbo Skyliner
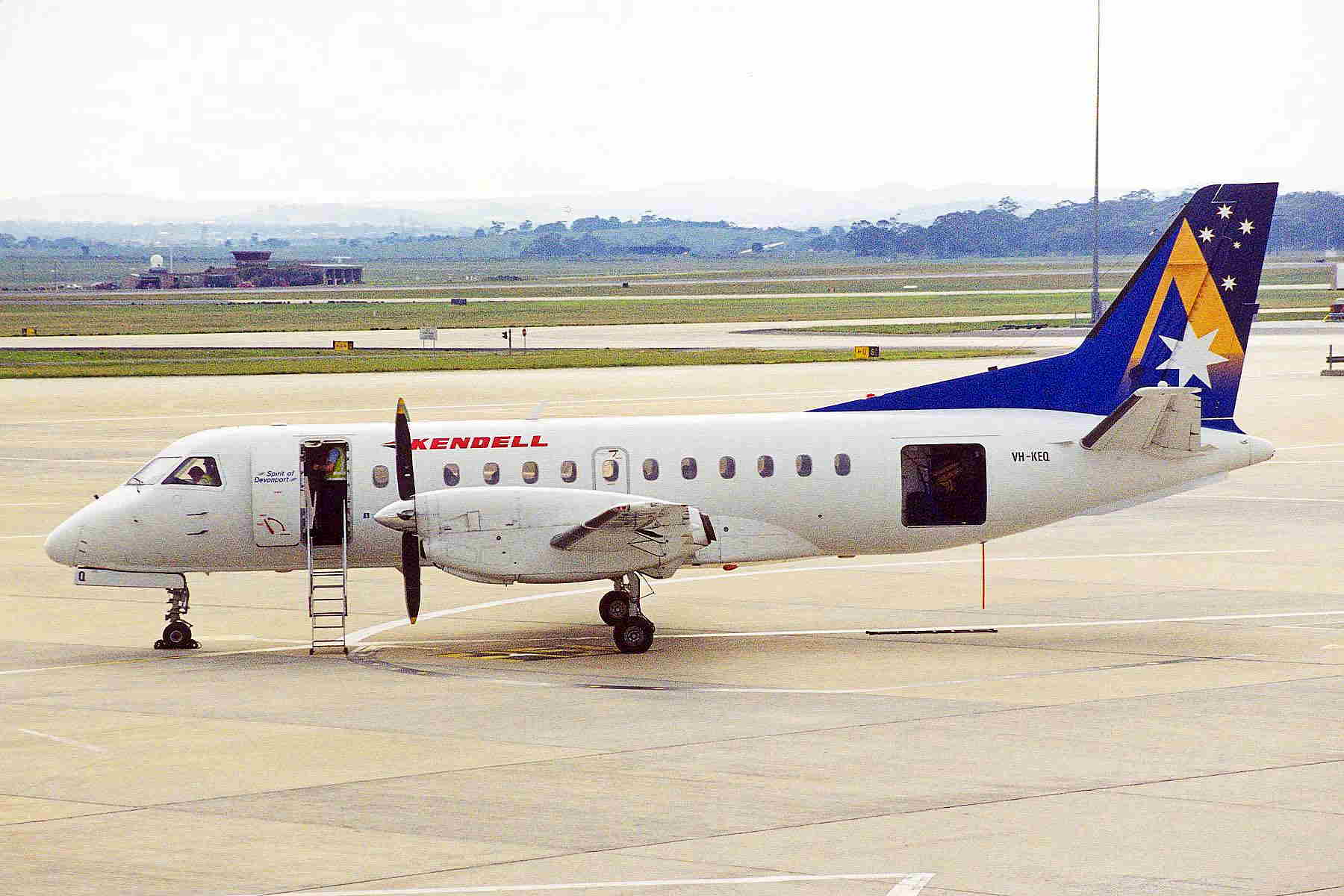
Saab 340
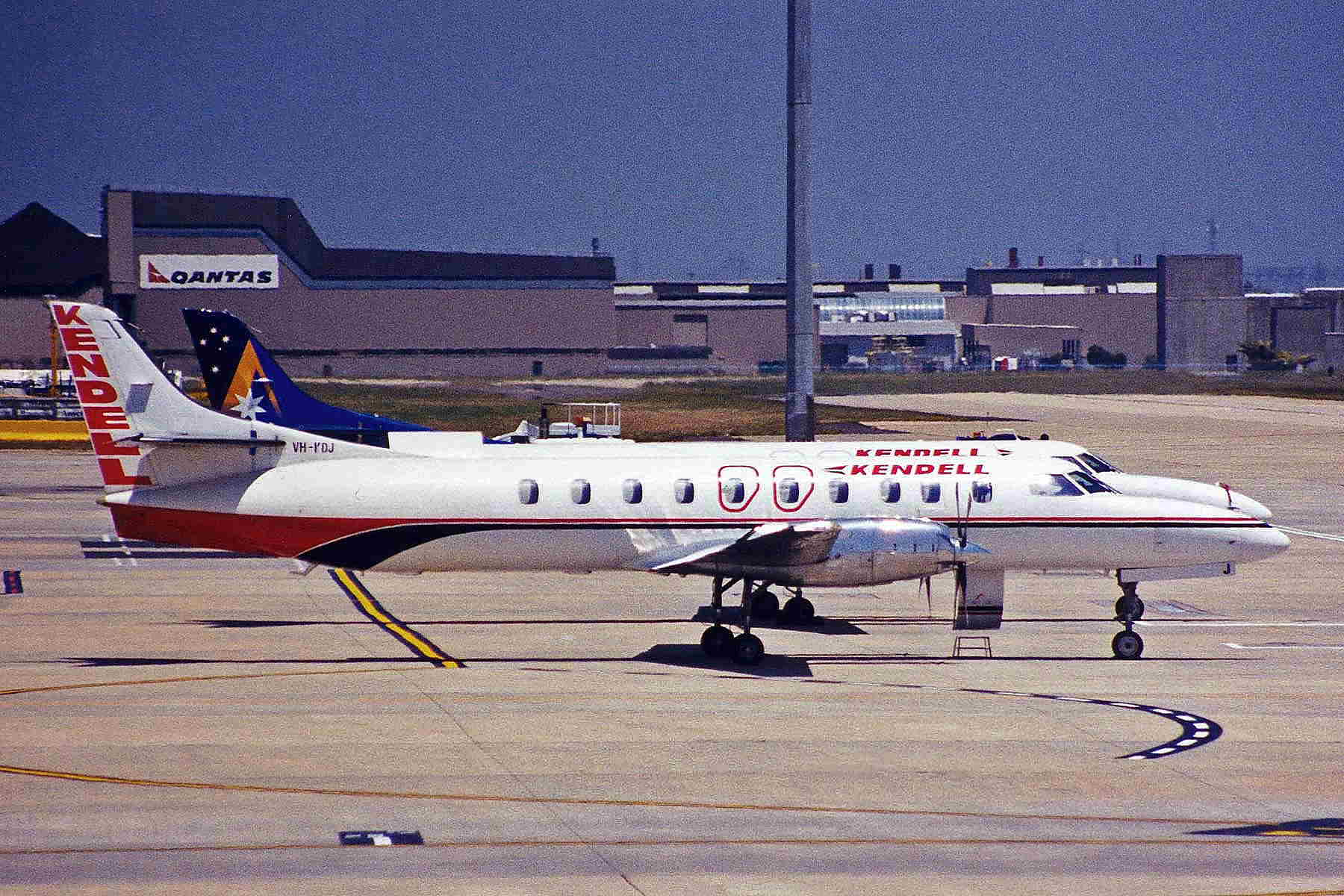
Fairchild Swearingen Metroliner в старой ливрее
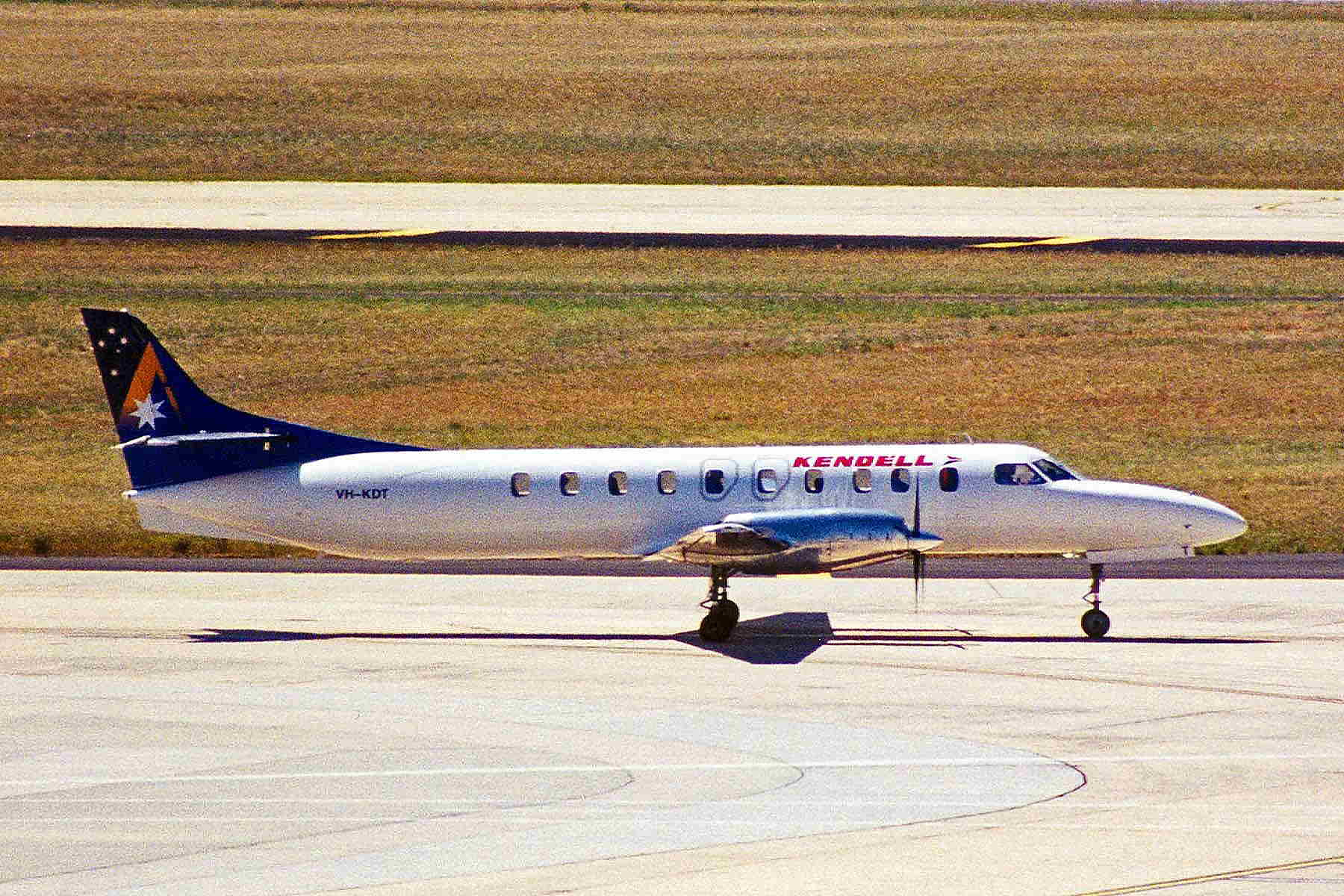
Fairchild Swearingen Metroliner в новой ливрее Ansett